# Capilla del Consuelo
La Capilla del Consuelo. también conocida como Capilla de Guangacalle, Capilla de la Virgen del Consuelo, Capilla de Nuestra Señora del Consuelo o Capilla de Nuestra Señora de Consolación de Guangacalle, es un templo católico situado en las faldas del Itchimbía al norte de Quito, entre las calles Luis Sodiro y Valparaíso, a pocas cuadras al este del parque La Alameda. Se cree que fue fundada hacia fines del siglo XVII

## Historia
Debido a los limitados y a veces imprecisos documentos históricos disponibles, las fechas de construcción y hasta el nombre original de esta capilla no están del todo claros.

### Historia de la fundación

#### Leyenda de la fundación
Una versión de la leyenda, recogida en las Obras Completas del padre Julio María Matovelle, cuenta que en algún punto del siglo XVII un cazador se hallaba persiguiendo un ave de hermoso plumaje por entre los matorrales que entonces cubrían las faldas occidentales de la colina del Itchimbía. Finalmente, luego de larga persecución, el ave fue a posarse sobre una roca. Cuando el joven cazador se acercó para atraparla descubrió una bella imagen de la Virgen pintada sobre la roca
Una variante aún más fabulosa de la leyenda sugiere que. mientras paseaba entre las casas y calles que supuestamente poblaban las faldas occidentales del Itchimbía en el siglo XVII, un joven caballero avistó un pájaro de bello plumaje que no se movía de su sitio. Aprovechando este hecho, el joven se acercó al pájaro con la intención de atraparlo y cuando estuvo a punto de hacerlo se percató de que la roca donde el ave estaba posada mostraba un llamativo diseño. Luego de limpiarla con sus manos, descubrió con asombro la imagen de la Virgen del Consuelo. Los vecinos y curas del sector acudieron al lugar atraídos por los gritos del joven y al reconocer la imagen sobre la roca se postraron y oraron por el prodigio ocurrido. Entonces se decidió construir una capilla en ese lugar

#### Fecha de fundación

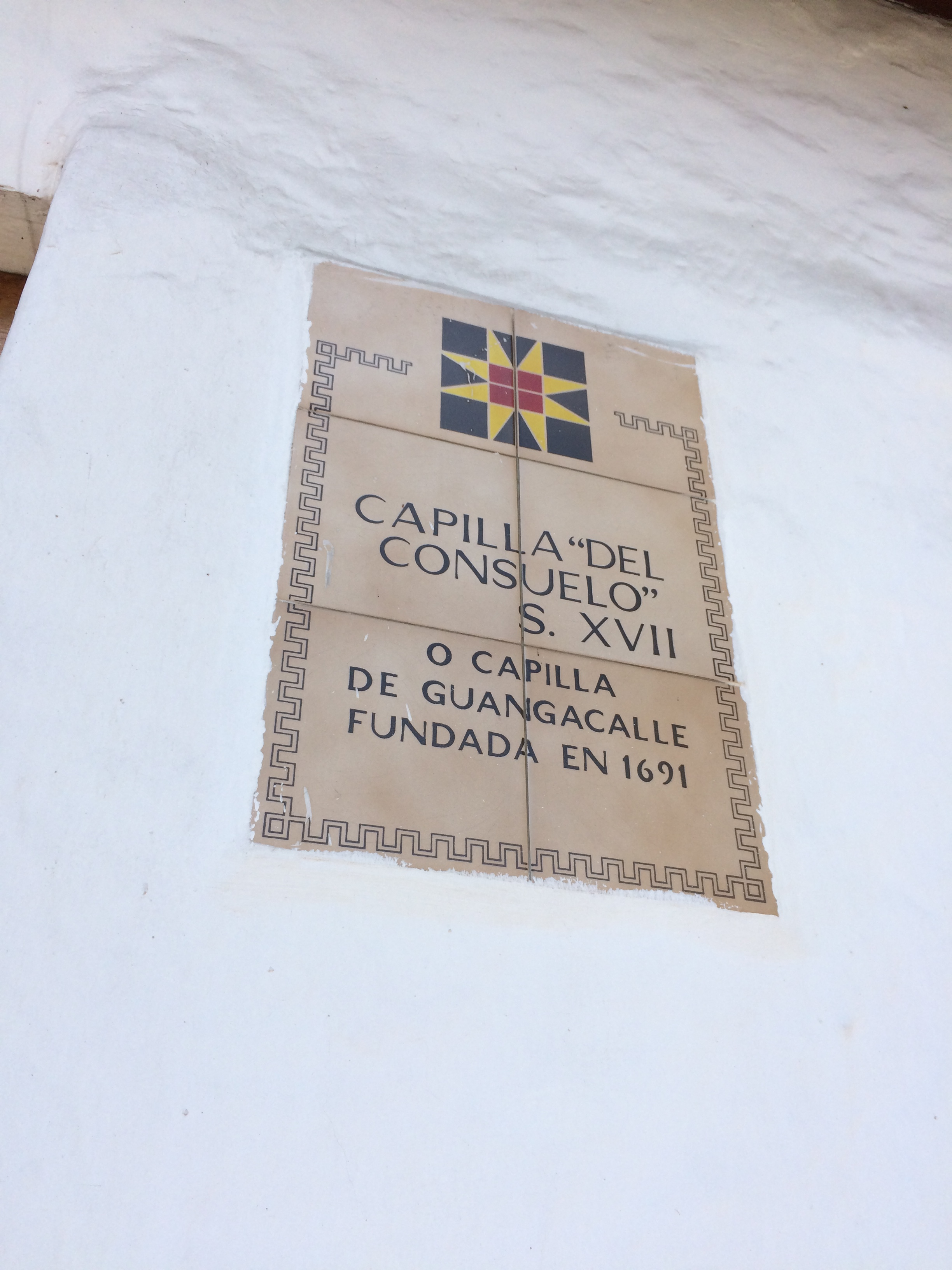
Placa junto al ingreso de la capilla.

De acuerdo al investigador Fernando Jurado Noboa, en su libro Calles de Quito (1989), en 1746 Gregorio de Cárdenas y Soria hizo un testamento donde se dice que 55 años antes este habría encontrado unos «paredones» en el barrio de Guangacalle en los cuales habría advertido la imagen de la Virgen. Como resultado del prodigio, Cárdenas y Soria decidió comprar el lugar para fundar ahí una capilla
Estos indicios sugieren que la fecha de fundación de la capilla podría ser 1691, fecha consignada en una de las placas que actualmente está colocada al lado derecho de la puerta de ingreso del templo.
En todo caso, la capilla ya existía para principios del siglo XVIII puesto que existe una referencia de la época hecha por el padre jesuita Bernardo Recio en su descripción de la ciudad donde la llama «linda basílica»:. En concreto, el citado padre dijo

Al mismo salir de Quito, en el barrio de San Blas, está en linda basílica, y es visitada como milagrosa, una imagen de la Virgen que llaman de Guangacalle. Es pintura y reparte misericordiosa sus bendiciones
P. Bernardo Recio, citado en las Obras Completas de José Julio María Matovelle.

### El origen del nombre
De la misma manera, el cronista de la ciudad Luciano Andrade Marín señala una cierta confusión que rodea el nombre original de la Capilla del Consuelo, equívoco que además afecta a la actual Iglesia de El Belén, el actual Monasterio de las Madres Agustinas, y la desaparecida Ermita de Santa Prisca. Por una parte, los mapas de la ciudad hechos en el transcurso del siglo XVIII y principios del XIX son consistentes en referirse a esta capilla como «de Belén» y al Monasterio de las Madres Agustinas como «de la Consolación». Sin embargo, en la actualidad «Belén» es el nombre de la iglesia que se encuentra unas cuantas cuadras más al oeste mientras que «de la Consolación» (o su contracción «del Consuelo») es la que terminó adoptando la capilla ubicada en Guangacalle
El Plan de Quito (1741) de La Condamine, elaborado por Jean Louis de Morainville, ya incluye una referencia a la capilla. A continuación se comparan los nombres y numeraciones (tal y como constan en el plano) con sus nombres actuales:
| Nomenclatura en el Plano de Quito de Morainville (1741) | Nomenclatura en el Plano de Quito de Morainville (1741) | Nomenclatura en el Plano de Quito de Morainville (1741)         | Nomenclatura en el Plano de Quito de Morainville (1741) |
| Mapa                                                    | N.º en el mapa                                          | Nombre en el mapa                                               | Nombre en la actualidad                                 |
| ------------------------------------------------------- | ------------------------------------------------------- | --------------------------------------------------------------- | ------------------------------------------------------- |
|                                                         | 28                                                      | Chapelle de S. Jean l'Évangᵉ. (Capilla de San Juan Evangelista) | Monasterio de las Madres Agustinas                      |
| 31                                                      | Chapelle de la Vraie Croix (Capilla de la Vera Cruz)    | Iglesia de El Belén                                             |                                                         |
| 32                                                      | Chapelle de Bethléem (Capilla de Belén)                 | Capilla del Consuelo                                            |                                                         |

De la misma forma, un plano de Quito contemporáneo al de La Condamine-Morainville pero elaborado por Jorge Juan y Antonio de Ulloa, muestra una nomenclatura similar:
| Nomenclatura en el Plano de Quito de Jorge Juan y Antonio de Ulloa (primera mitad del s. XVIII) | Nomenclatura en el Plano de Quito de Jorge Juan y Antonio de Ulloa (primera mitad del s. XVIII) | Nomenclatura en el Plano de Quito de Jorge Juan y Antonio de Ulloa (primera mitad del s. XVIII) | Nomenclatura en el Plano de Quito de Jorge Juan y Antonio de Ulloa (primera mitad del s. XVIII) |
| Mapa                                                                                            | N.º en el mapa                                                                                  | Nombre en el mapa                                                                               | Nombre en la actualidad                                                                         |
| ----------------------------------------------------------------------------------------------- | ----------------------------------------------------------------------------------------------- | ----------------------------------------------------------------------------------------------- | ----------------------------------------------------------------------------------------------- |
|                                                                                                 | 4                                                                                               | Heʳmita de N. Sᵃ. de Consolacioⁿ                                                                | Monasterio de las Madres Agustinas                                                              |
| 6                                                                                               | Hermita de la Vera Cruz                                                                         | Iglesia de El Belén                                                                             |                                                                                                 |
| 7                                                                                               | Iglesia de N. Sᵃ. de Bethelem                                                                   | Capilla del Consuelo                                                                            |                                                                                                 |

Así mismo, un mapa de Quito publicado en 1763 en «Il Gazzettiere Americano» se refiere a estos tres edificios religiosos de la misma forma:
| Nomenclatura en el Plano de Quito de «Il Gazzettiere Americano» (1763) | Nomenclatura en el Plano de Quito de «Il Gazzettiere Americano» (1763)             | Nomenclatura en el Plano de Quito de «Il Gazzettiere Americano» (1763) |
| N.º en el mapa                                                         | Nombre en el mapa                                                                  | Nombre en la actualidad                                                |
| ---------------------------------------------------------------------- | ---------------------------------------------------------------------------------- | ---------------------------------------------------------------------- |
| 4                                                                      | Romitorio della Madonna della Consolazione (Ermita de la Virgen de la Consolación) | Monasterio de las Madres Agustinas                                     |
| 6                                                                      | Romitorio della Vera Cruz (Ermita de la Vera Cruz)                                 | Iglesia de El Belén                                                    |
| 7                                                                      | Chiesa della Madon. di Bettelemme (Iglesia de la Virgen de Belén)                  | Capilla del Consuelo                                                   |

La misma nomenclatura se puede observar en el plano de Quito de principios del siglo XIX atribuido a Juan Pío Montúfar, marqués de Selva Alegre, el cual se guarda en el Museo Alberto Mena Caamaño:
| Nomenclatura en el Plano de Quito de Juan Pío Montúfar (inicios del s. XIX) | Nomenclatura en el Plano de Quito de Juan Pío Montúfar (inicios del s. XIX) | Nomenclatura en el Plano de Quito de Juan Pío Montúfar (inicios del s. XIX) | Nomenclatura en el Plano de Quito de Juan Pío Montúfar (inicios del s. XIX) |
| Mapa                                                                        | N.º en el mapa                                                              | Nombre en el mapa                                                           | Nombre en la actualidad                                                     |
| --------------------------------------------------------------------------- | --------------------------------------------------------------------------- | --------------------------------------------------------------------------- | --------------------------------------------------------------------------- |
|                                                                             | 4                                                                           | Hermita de N. Sᵃ. de Consolacioⁿ                                            | Monasterio de las Madres Agustinas                                          |
| 6                                                                           | Hermita de la Vera Cruz                                                     | Iglesia de El Belén                                                         |                                                                             |
| 7                                                                           | Yglesia de N. Sᵃ. de Belem                                                  | Capilla del Consuelo                                                        |                                                                             |

Como se puede ver en las tablas de correspondencias anteriores, los mapas más antiguos de la ciudad presentan una cierta consistencia al momento de dar los nombres de estos tres templos. Todos están de acuerdo en llamar «de Nuestra Señora de Belén» a la actual Capilla del Consuelo. Es por eso que Luciano Andrade Marín concluye que aquel fue el nombre original de esta capilla, pero que con el paso del tiempo y por razones no esclarecidas la vieja Ermita de la Vera Cruz (actual Iglesia de El Belén) fue la que terminó apropiándose de este nombre. Mientras que la actual Capilla del Consuelo a su vez terminó de alguna manera apropiándose del nombre de la antigua ermita ubicada en el actual Monasterio de las Madres Agustinas.

### Lugar de peregrinaciones
Ya desde principios del siglo XVIII esta capilla se convirtió en un popular destino de romerías a tal punto que en 1743. el obispo de Quito de ese entonces, Andrés Paredes Armendáriz, concedió indulgencias en favor de dichos peregrinos Su fama terminó extendiéndose hasta los territorios del actual Perú, razón por la cual tanto el obispo de Lima como el de Trujillo se constituyeron protectores de la capilla en 1793

## Leyenda moderna
Una tradición actual cuenta que entre las piedras que componen los muros del atrio elevado y su escalinata se esconde una sutil imagen de la Virgen, que solamente los puros de corazón serían capaces de advertir. Por lo tanto, esta tradición postula que aquella roca donde originalmente se apareció la imagen de la Virgen (en la leyenda del siglo XVII) no es la que está en el retablo de la capilla sino que todavía se encontraría mezclada entre la mampostería del atrio.

## Descripción
La capilla es relativamente pequeña y consiste de una sola nave al fondo de la cual se levanta un modesto retablo cubierto de pan de oro y enmarcando una pintura mural que representa a la Virgen del Rosario, a cuyos pies están dos santos: Santo Domingo, a su derecha, y San Francisco, a su izquierda.

Similar al atrio de la Iglesia de El Belén, ubicada en la misma calle unas cuantas cuadras en dirección oeste, la Capilla del Consuelo presenta un atrio elevado que se conecta con la calle Valparaíso a través de una escalinata. En el atrio se erige una cruz de piedra y al fondo se levanta la capilla orientada de sur a norte. Presenta además una puerta lateral que descansa sobre unos peldaños de piedra. La cubierta, por su parte, consiste en un tejado a dos aguas. En el centro del tejado se levanta una espadaña de dos arcos de medio punto coronada por un frontón triangular.

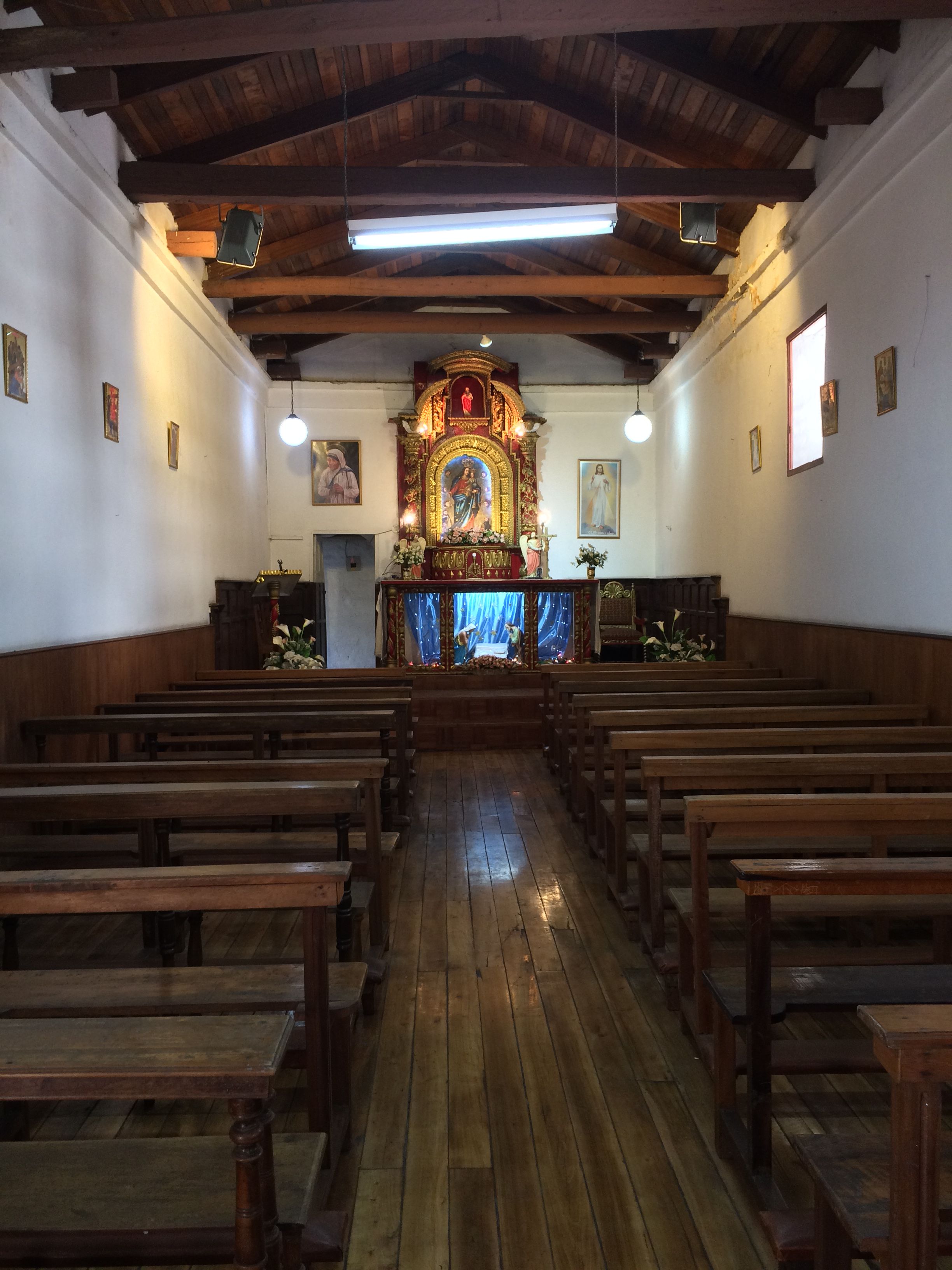
Interior, nave única.
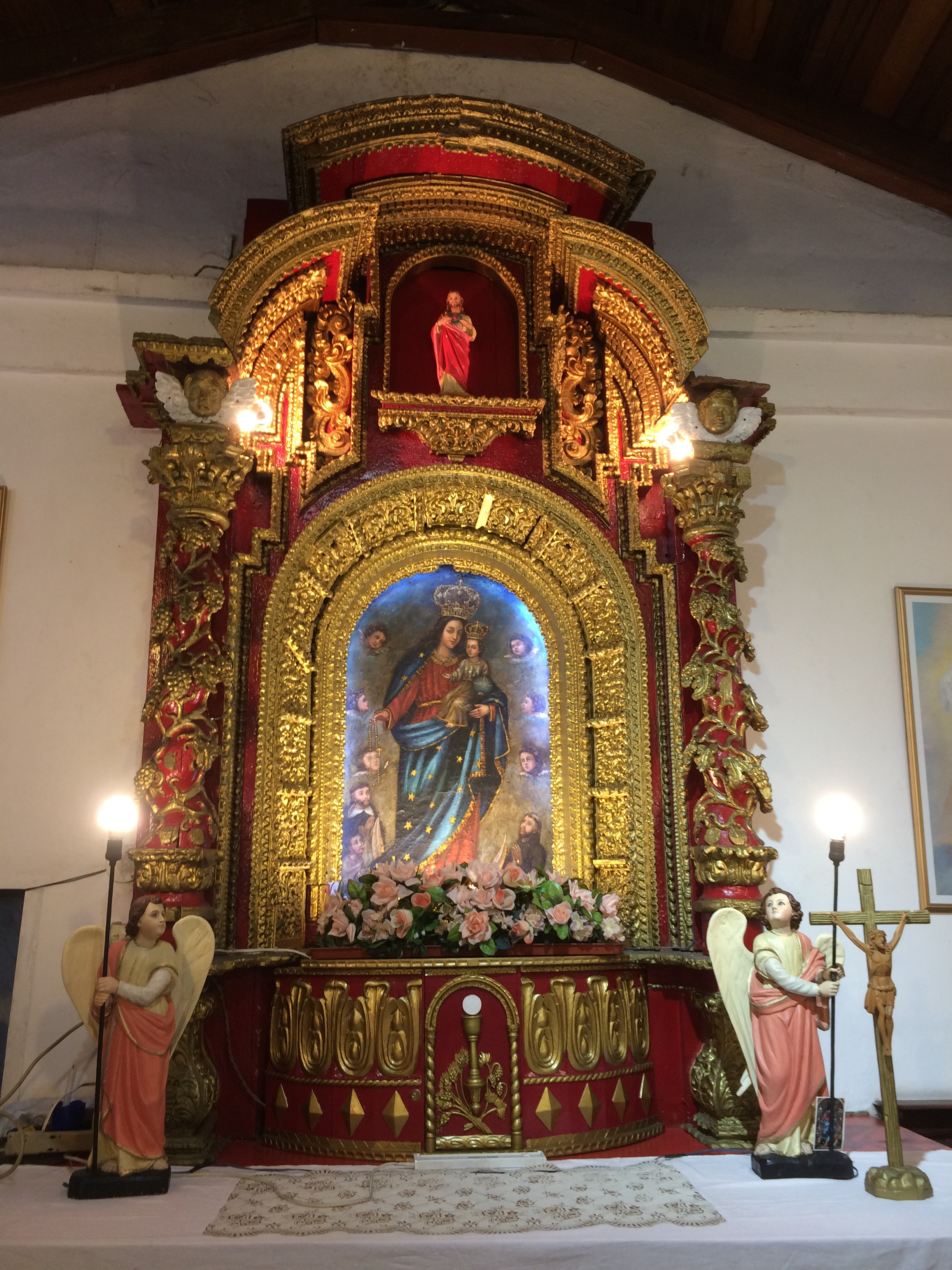
Retablo de madera.
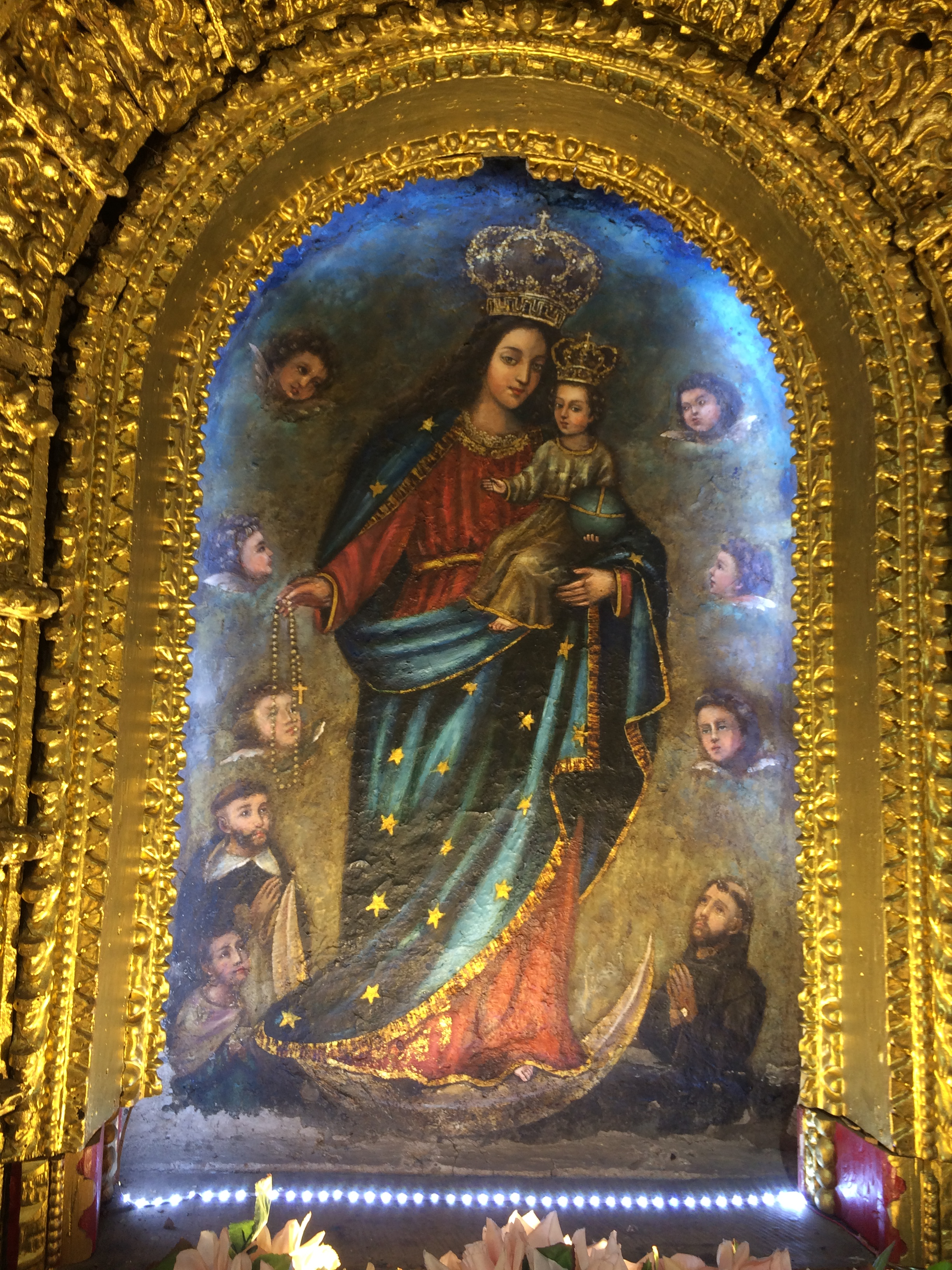
Virgen del Rosario, pintura mural.